# Hans-Joachim Zillmer
Hans-Joachim Zillmer (*20 de septiembre de 1950 en Mölln, Alemania) es empresario y, desde 1998, autor de controvertidos libros de carácter científico. En sus obras, que han sido traducidas en total a once idiomas y se han convertido en superventas, el autor discute teorías actuales del campo de la geología, la geofísica, la evolución y la paleontología, cuestionando su contenido y las teorías en las que se basan (ej.: el principio del uniformismo, la escala de tiempo geológico). Zillmer defiende hipótesis propias sobre el catastrofismo que contradicen las teorías científicas aceptadas, y rechaza particularmente la Teoría de la Evolución desde el punto de vista macroevolutivo y los métodos de datación.

## Vida
Hans-Joachim Zillmer estudió Ingeniería Civil en la Universidad de Wuppertal y en la Universidad Técnica de Berlín, se recibió de ingeniero (Diplomingenieur), doctorándose luego como Dr. rer. pol. Habiendo finalizado sus estudios, en 1977, fundó y dirigió una empresa de construcción de altura, un estudio de ingeniería civil y una empresa constructora en Solingen y otra en Berlín. Zillmer actualmente es ingeniero asesor de la Cámara de Ingenieros Constructores del estado de Renania del Norte-Westfalia, Alemania. También ha sido miembro de la comisión directiva del gremio de la construcción de Solingen y primer presidente del club deportivo TSG Solingen (2300 miembros) en los años 1991 a 1999.
A raíz de la publicación de sus libros, Zillmer fue entrevistado en numerosos programas de radio y televisión alemanes. "Welt der Wunder" (~mundo de maravillas), programa televisivo transmitido por el canal PRO7, se interesó, por ejemplo, por su discutida obra Dinosaurier Handbuch (~Manual sobre dinosaurios).

## Teorías
Zillmer, al igual que Immanuel Velikovsky, adhiere al catastrofismo, aunque a un catastrofismo relacionado con una teoría de la Tierra Joven especial: la "teoría de la Tierra joven y las catástrofes". esta afirma que la Tierra, si bien es un planeta viejo, hace aproximadamente 5000 o 6000 años fue azotada por una catástrofe global (diluvio) que transformó la corteza terrestre drásticamente, remodelándola. El principal postulado de esta teoría es que se habrían producido repetidas olas de marea gigantes que inundaron la tierra firme. Esto habría ocurrido tanto en el sudoeste y noroeste de Norteamérica, en Oceanía, como desde el macizo de Altái, atravesando Siberia hacia el mar Caspio, el mar Báltico y el océano Ártico. Durante este proceso tuvo lugar el desplazamiento del eje terrestre. Y entonces comenzó, para el autor, lo que él llama la "Era de la Nieve", es decir, la glaciación a gran velocidad de los territorios ártico y antártico a manera de una intensa Gran Era del Hielo. En aquel momento habría aumentado paralelamente la fuerza de gravedad, lo cual produjo la extinción de animales que hasta entonces sólo existían en "formato gigante", como el megaterio (enorme perezoso del tamaño de un elefante que habitó en el continente americano), o el mamut de Eurasia. De este modo se originó un nuevo mundo, con animales más pequeños y condiciones atmosféricas distintas, como menor presión atmosférica y una mayor fuerza de gravedad, entre otras.
Zillmer considera que las catástrofes naturales mencionadas no generaron, en contraposición a la microevolución, una macroevolución, esto es, que no hubo una transición de las especies. De esta forma niega que un ser simioide pueda haber devenido en un ser humano. Por otra parte, en este escenario habrían desaparecido el 80 % de las especies zoológicas: Proceso que se adjudica a la última etapa de la Era del Hielo (= comienzo de la Era de la Nieve, según Zillmer). Por consiguiente no existiría una historia de la humanidad comprobable, tesis que se discute en Die Evolutionslüge (‘la mentira de la evolución’).
Por otra parte, Zillmer sostiene en su libro Darwin se equivocó que ciertos cráneos y esqueletos de hombres de Neanderthal y Cro-Magnon encontrados en Alemania en 2004 no tienen más que unos pocos miles de años. Otra hipótesis sostenida por Zillmer es que el Gran Cañón del Colorado se debió a grandes aluviones con un caudal equivalente a 37 veces el del río Misisipi, y que esta catástrofe sucedió por última vez hace algo más de 1000 años. Zillmer afirma que así lo relatan testimonios del pueblo Havasupai. 
En el marco de las diversas catástrofes que determinaron el pasado terrestre adquiere especial importancia la "paleogeografía de los dinosaurios", presentada por Zillmer en su Dinosaurier Handbuch (‘manual sobre dinosaurios’). La misma dice que los hallazgos paleontológicos, que en la actualidad se multiplican mundialmente, han sufrido una categorización errada, sobre la base de la tabla cronológica de la tectónica de placas, según la cual aquellas evidencias se encontraron en territorios aislados, continentes que ya habían sido separados por los océanos. Como solución a este enigma, Zillmer propone el modelo de la "expansión de la Tierra".

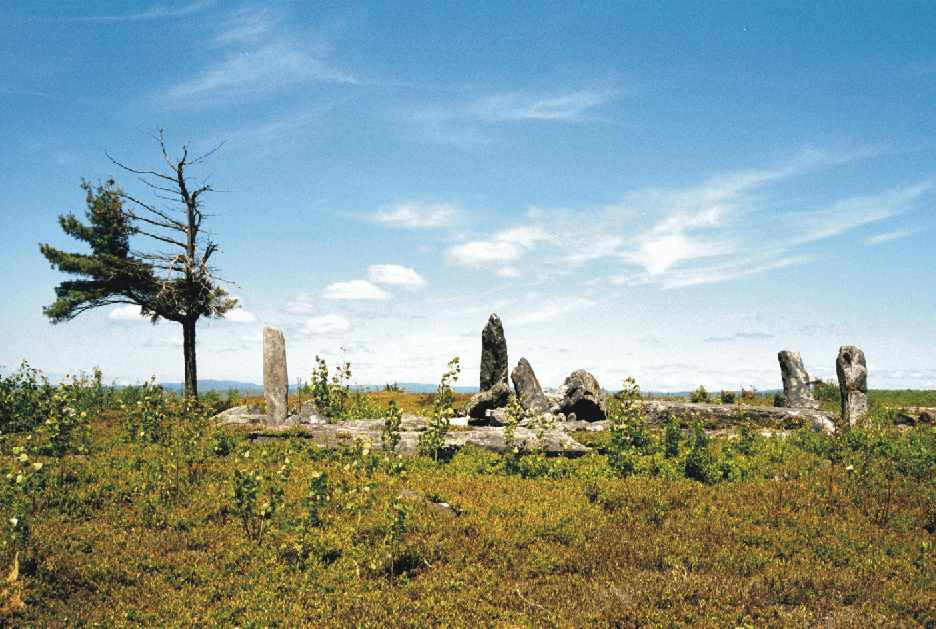
Círculo de piedra en Burnt Hill (estado de Massachusetts).

El intento de verificar, desde el enfoque del Catastrofismo, las catástrofes naturales ocurridas hasta el siglo XV ha llevado al autor a rever el desarrollo de la historia cultural del Viejo y Nuevo Mundo (crítica a la cronología) en su libro Kolumbus kam als Letzter (‘Cristóbal Colón fue el último en llegar’). En esta misma obra Zillmer presenta su "Teoría de los celtas en América", según la cual, antes de que los vikingos llegaran, celtas y romanos ya habían estado en América y refuerza dicha teoría con fotos (y la localización exacta) de menhires y dólmenes y monedas romanas en América (Llegada del hombre a América).

## Crítica
Del punto de vista científico las ideas de Zillmer se consideran pseudociencia. Se critica antes de todo la falta de entendimiento fundamental de la geología. Por ejemplo, Zillmer afirma el contrasentido de hallazgos de huesos y pisadas de dinosaurios, y fósiles de más de 64 millones de años de edad, en o muy cerca de la superficie de la tierra, como se encuentran en muchos lugares del mundo, porque, según él, estos fósiles deberían estar cubiertos de estratos más jóvenes del Terciario y Cuaternario. En esto Zillmer no considera ni la acción de la erosión, la cual puede haber removido capas sedimentarias anteriormente existentes, ni el hecho, que sedimentos de todos modos se forman solamente en ambientes muy limitados.
A pesar de la posición decididamente antidarwinista de Zillmer, la Studiengemeinschaft Wort und Wissen (‘Comunidad de Estudios Palabra y Saber’, que es la principal organización de antidarwinistas de Alemania) sostiene:

El autor, siendo ingeniero, por cierto es lego en este campo. Sin embargo, eso no tiene que descalificarle de antemano. Pero se muestra claramente, que Zillmer no considera nociones fundamentales de la geología.

Puesto que Zillmer se mira como persona atea y más bien como representante del catastrofismo, antes del creacionismo, la antipatía entre Zillmer y la Comunidad de Estudios es mutua.